# 425 Fifth Avenue
425 Fifth Avenue es un rascacielos de 188 metros ubicado en el 425 de 5th Avenue en Nueva York. La promotora del edificio es RFR Davis y Michael Graves el arquitecto encargado de los diseños. Fue construido entre 2001 y 2003 y tiene 55 plantas y 197 viviendas. Es uno de los edificios más altos de Nueva York. El edificio fue coronado en abril de 2002 e inaugurado en septiembre de 2013.